# Rooksauna

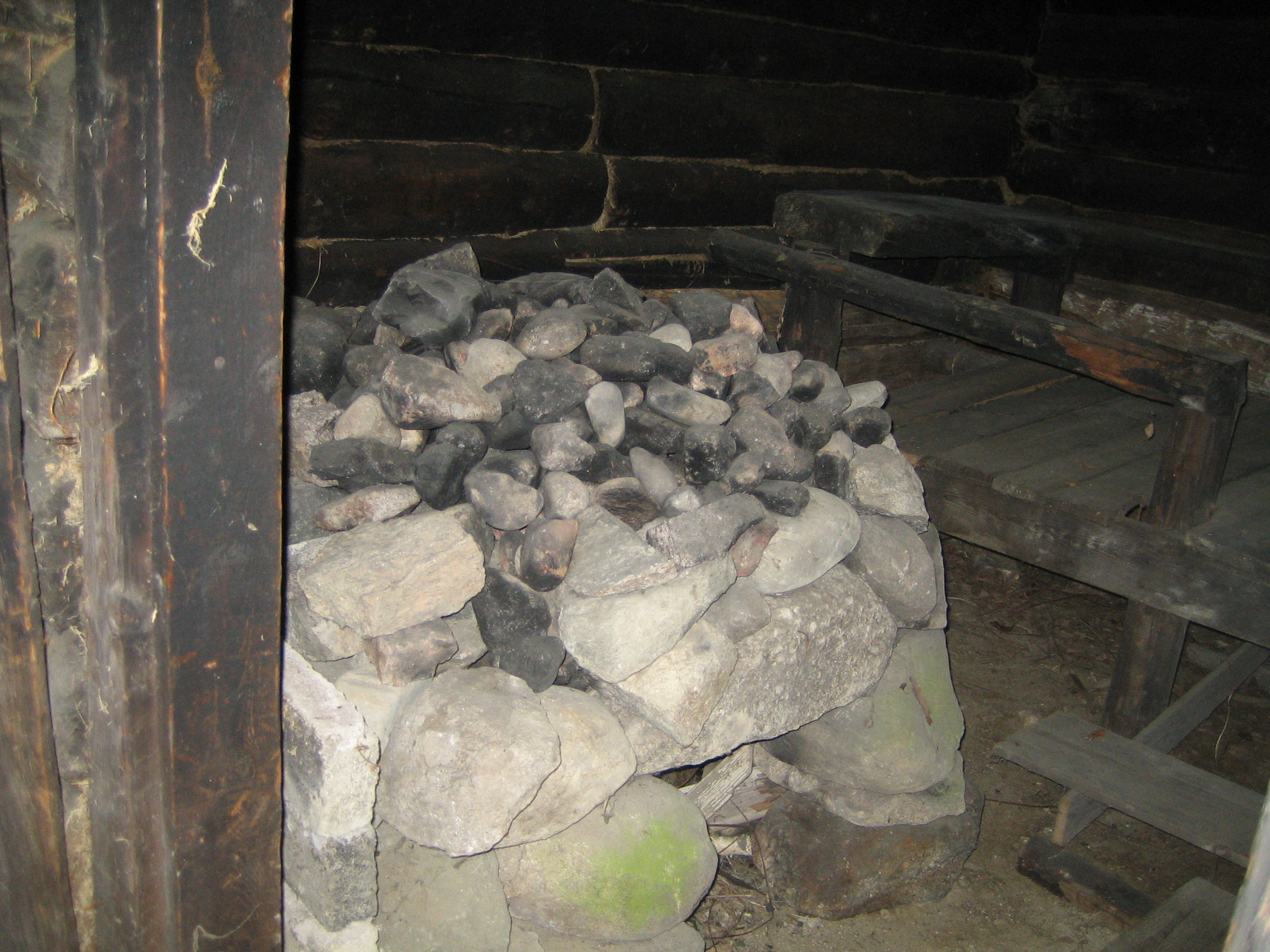
Een stenen uitvoering van een hout-gestookte kachel

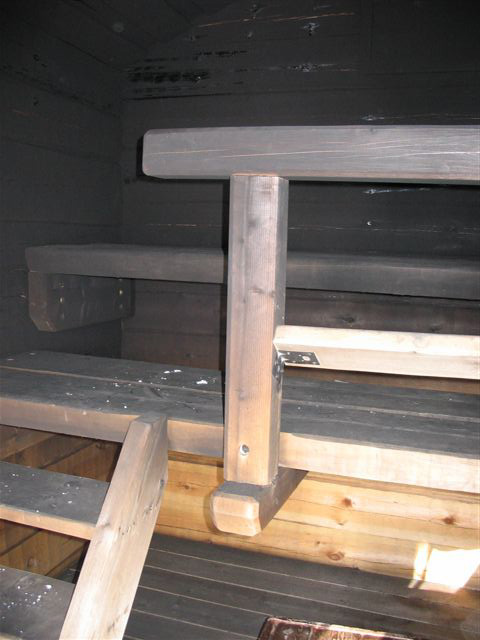
Met zwarte roet bedekte saunabanken

Een rooksauna (Fins: savusauna) is een sauna die op conventionele wijze met een soort houtkachel wordt opgewarmd. De kachel heeft geen rechtstreekse rookafvoer naar buiten.
Om de ruimte op te warmen wordt de kachel met blokken hout gevuld en aangestoken. De rook die hierbij ontstaat verspreidt zich door de ruimte. Wanneer de gewenste temperatuur bereikt is en de wanden ook hun warmte afgeven, wordt een luikje in het dak of de wand geopend en de deur op een kier gezet om de rook af te voeren. Vanaf dat moment is de sauna “rijp” om te gebruiken.
Er zijn enorme hoeveelheden hout nodig om de savusauna in gebruik te kunnen nemen. Het rijp maken van een savusauna duurt ook langer dan een moderne sauna. Eerst moeten de stenen verhit worden, daarna de ruimte en daarna duurt het nog enige tijd voordat de wanden hun stralingswarmte afgeven. Gevolg van deze manier van stoken is ook dat de ruimte met zwarte roet aanslaat evenals de banken.
Ook al maakt men de banken na de sauna-sessie schoon, om niet vies van de roet te worden neemt de saunagast een houten onderlegger mee de ruimte in om op te zitten, 
Dit type sauna wordt in Finland als de originele beschouwd. Echter, door steeds veranderende wet- en regelgeving - die vooral gaat om de ventilatie met betrekking tot de koolmonoxide en brandveiligheid - komen zij alleen nog voor in de privé-sfeer en musea.

## Zie ook

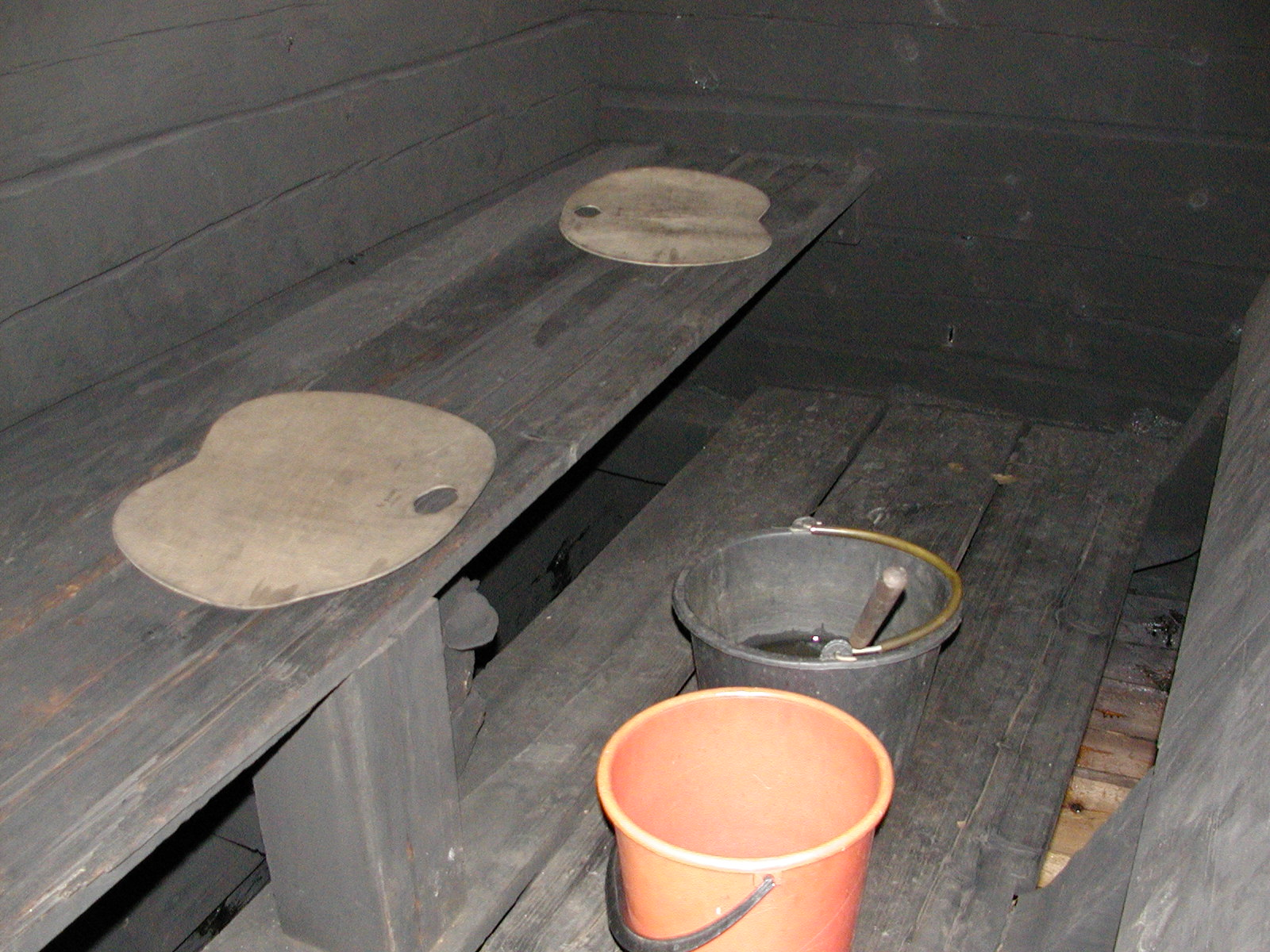
Zitplankjes in de rooksauna.